# Такламакан
Такламакан (на китайски: 塔克拉玛干沙漠; на уйгурски: تەكلىماكان قۇملۇقى) е пустиня в Централна Азия, в Западен Китай, в Синдзян-уйгурския автономен регион, една от най-големите пясъчни пустини в света. Според някои сведения, буквално преведено името означава „Ако влезеш, няма да излезеш“.

## География

### Големина, релеф, геоложки строеж
Дължина от запад на изток над 1000 km, ширина до 400 km, площ 337 000 km² (само на пясъците над 300 000 km²). Формирала се е в условията на продължителна акумулация на седименти в пределите на Таримската равнина и е изградена основно от алувиалните наслаги на река Тарим и нейните притоци и частично от еолични седименти. Повърхността и е равнинна, постепенно понижаваща се на север и изток от 1200 – 1300 m до 800 – 900 m. В западната ѝ част се издигат единични възвишения с височина до 1626 m (връх Чонгтаг), изградени от пясъчници. На югозапад преобладават барханите, а на североизток – пясъчните ридове със сложна конфигурация, в т.ч. големи, простиращи се понякога на 10 – 13 km, т.нар. „китови гърбици“, пясъчни пирамиди с височина 150 – 300 m и др. Значителни участъци по периферията ѝ са заети от солончаци.

### Климат, води
Климатът е умеренотопъл, рязко континентален, с нищожно (под 500 mm годишно) количество атмосферни валежи. Много характерна е почти постоянната запрашеност на въздуха. Реките, стичащи се от Кунлун, проникват на 100 – 200 km навътре в нея преди да пресъхнат в пустинните пясъци. Само река Хотан пресичаща западната и северната ѝ част през лятото достига до река Тарим.

### Растителност, животински свят
Дълбочината на залягането на подземните води в понижените части на релефа (в пределите на древните делти и старици) е 3 – 5 m, но те по принцип са трудно достъпни за растителността, поради което голяма част от нейната територия е лишена от растителна покривка и само в местата с много плитко залягане на грунтовите води има малки участъци заети тамалиск, селитрянка (Nitraria), тръстика. По перифериите на пустинята и по долините на реките се срещат топола туранга, лох, камилска бодлива трева, едногодишна солянка (Salsola), саксаул. Жинотинският свят е беден – редки стада от антилопи, зайци, пясъчници, скачащи мишки, полевки.

### Население
Постоянно население в пустинята липсва, а само по периферията ѝ, в оазисите и по долините на реките има постоянни населени места, като най-големите са Кашгар, Яркенд и Хотан в югозападната част; Кука и Турхан – в северната, и Лулан и Дунсян – в източната.

## История
Археологическите находки, намерени в руините в пясъка на пустинята, свидетелстват за тохарски, ранноелинистични и индийско-будистки влияния. Богатствата и опасностите са описани ярко от Аурел Щайн, Свен Хедин, Алберт фон льо Кок и Пол Пелио.
Намерени са множество мумии на местни, някои от които на възраст 4000 години. Те показват широкия кръг от хора, които са преминавали през пустинята. По всичко личи, че много от мумиите са потомци на европеиди.
По-късно в Такламакан се заселват тюркски народи. Започвайки от династията Тан, китайците периодично увеличават контрола си върху градовете оазиси в пустинята, за да овладеят важната търговия по Пътя на коприната в Централна Азия. Местността е била владяна от китайци, тюрки, монголи и тибетци. Днешното селско население се състои най-вече от тюркските уйгури и казахи, а в градовете живеят предимно хански китайци.